# ناحية مردان
ناحية مردان (بالبشتوية: مردان ولسوالۍ)‏، (بالأردوية: ضِلع مردان)‏ هي إحدى ناحيات مردان التابعة لإقليم خيبر بختونخوا في باكستان. سُميت الناحية باسم مدينة مردان، والتي تعد أيضًا المقر الرئيسي للناحية. تشتهر المنطقة بصناعتها الزراعية، ومواقعها الأثرية في تخت بهاي،  وجمال جرحي، وسوالدهير.

## التقسيم الإداري
تنقسم ناحية مردان لـ 5 (تحصيل)
- تحصيل مردان
- تحصيل تخت بهاي
- تحصيل كاتلانغ
- تحصيل رستم
- تحصيل غاري كابورا